# Poyales del Hoyo (kommunhuvudort)
Poyales del Hoyo är en kommunhuvudort i Spanien.   Den ligger i provinsen Provincia de Ávila och regionen Kastilien och Leon, i den centrala delen av landet, 130 km väster om huvudstaden Madrid. Poyales del Hoyo ligger 552 meter över havet och antalet invånare är 616.
Terrängen runt Poyales del Hoyo är varierad. Runt Poyales del Hoyo är det ganska glesbefolkat, med 34 invånare per kvadratkilometer. Närmaste större samhälle är Candeleda, 6,6 km väster om Poyales del Hoyo. 